# Bullerborg

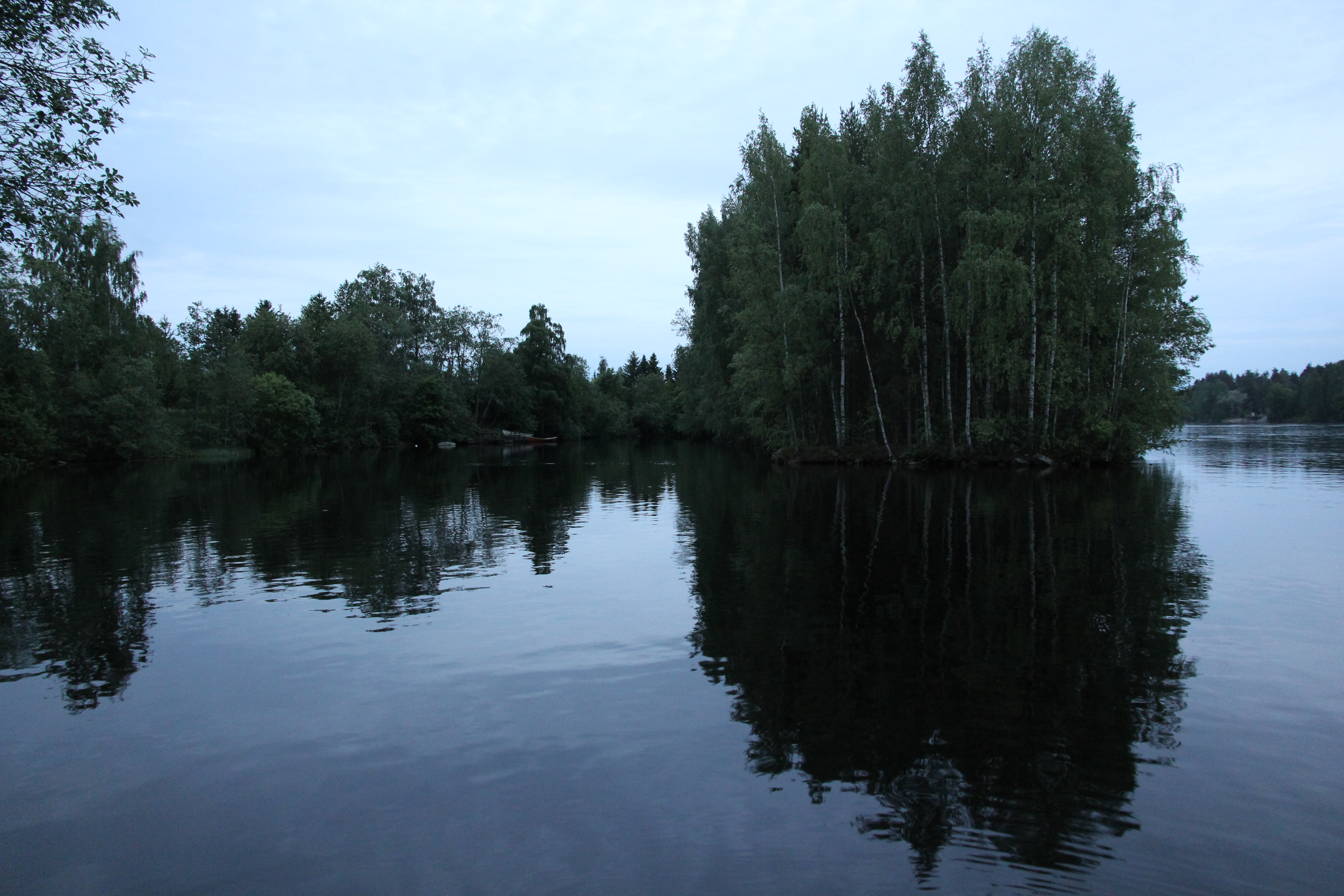
Ö i Vuoksen

Bullerborg  är ett på 1500-talet uppfört fästningsverk och var på 1500-talet kronans laxfiskestation på en ö i Vuoksen. Den var belägen i dåtidens Jäskis (finska: Jääski) härad men ligger idag under vatten i dammen ovanför Imatra vattenkraftverk.

## Historia
Bullerborg avbildas på skissen till kartan över gränsdragningen vid freden i Teusina 1595 och en kopia av den. Den visas på kartan som ett tornförsett hus med kraftiga tinnar och som ligger på en ö. På länskartan över Karelen från år 1650 anges för Björkö "ett gammalt slott som förstördes av ryssen". En forskare har föreslagit att borgen låg på den intill liggande Slottsholmen. Båda öarna ligger i Linnankoski (slottforsen).
I ett läge kring 1500-talets mitt då Sverige oroade sig för ett ryskt angrepp satsade man på en förstärkning av det fasta försvaret i öster. Gustav Vasa gav 1547 tillstånd till att bygga ett fäste i Jäskis på Vuoksens strand. År 1555 nämns borgen som en plats som kunde förses med försvarsanläggningar. I Viborgs räkenskaper nämns platsen samma år som ett ställe därifrån man fick lax. Laxfångsten vid Bullerborg nämns också 1556 och 1557. Sista gången Bullerborg nämns är 1654 då Saviniemi gård hade laxfiskerättigheterna i Bullerborgs ström.